# ناديفلوكساسين
ناديفلوكساسين (بالإنجليزية: Nadifloxacin)‏ هو اسم دولي غير مسجل الملكية الأسماء التجارية له: (Acuatim, Nadiflox, Nadoxin, Nadixa, activon) عبارة عن مضاد حيوي موضعي من زمرة الفلوروكوينولون من أدوية الأمراض الجلدية المستخدمة لعلاج حب الشباب، ولعلاج الالتهابات الجلدية البكتيرية.

## الخصائص الدوائية

### الطيف المضاد للبكتيريا
له طيف فعالية ضد الجراثيم إيجابية الغرام وسلبيات الغرام والجراثيم اللاهوائية وهو فعال ضد المكورات العنقودية الذهبية المقاومة للميثيسيلين وكذلك بالنسبة للمكورات العنقودية الذهبية.

### آلية العمل
الكوينولون والفلوروكوينولونات هي أدوية للجراثيم، والقضاء على البكتيريا عن طريق التداخل مع تكرار الحمض النووي. تثبيط أنزيم الدنا جيراز لمنع تضاعف الحامض النووي الجرثومي. فإذا كان هذا الإنزيمُ لا يعمل، لا يمكن للجَراثيم إعادةَ إصلاح نفسها أو الانقسام والتَّكاثر، وبهذا يكافح الدواءُ العدوى الجُرثوميَّة ويُوقفها. بالتالي يمنع التخليق، وهو فعال ضد تشكيلة واسعة من الكائنات الحية الدقيقة.

## الاستخدام الطبي
في بعض البلدان الأوروبية، تمت الموافقة على الدواء لعلاج حب الشباب.
في 2013 المراكز المتعددة، الدراسة السريرية العشوائية على إجمالي 184 مريضا يابانيا بحب الشباب المتوسط والشديد، باستعمال أدابالين 0.1% هلام بالإضافة إلى ناديفلوكساسين 1% كريم (العلاج المزدوج) أظهرت فعالية كبيرة في إنقاص من آفات التهابات الحطاطية البثرية.

على الرغم من هذا تجدر الإشارة إلى أنه في المرضى الذين يعانون من إصابات الجلد، أن التطبيق الموضعي للناديفلوكساسين يمكن أن يؤدي إلى تراكيز البلازما 1-3 & nbsp؛ نانوغرام / مل. وبناء على ذلك أكد بعض المشاركين أنه لا ينبغي أن يستخدم لعلاج الأمراض غير الضارة نسبيا مثل حب الشباب، ويخاطرون باستحداث الكوينولون مقاومات.

## الآثار الجانبية
خلال العلاج بعض المرضى قد تتطور بعض الآثار السلبية بصورة رئيسية من الجلد والنسيج تحت الجلد: إحراق وحكة (في الغالب الآثار الجانبية الأكثر شيوعا): التهاب الجلد التماسي، جفاف وتهيج الجلد.